# Tyler Angle
Tyler Angle, född 30 september 2000, är en kanadensisk professionell ishockeyforward som är kontrakterad till Columbus Blue Jackets i National Hockey League (NHL) och spelar för Cleveland Monsters i American Hockey League (AHL).
Han har tidigare spelat för Windsor Spitfires i Ontario Hockey League (OHL).
Angle draftades av Columbus Blue Jackets i sjunde rundan i 2019 års draft som 212:e spelare totalt.

## Statistik
| 2015–2016  | Southern Tier Admirals | SCTA       | 34  | 19 | 13 | 32  | 66  | —  | — | — | — | — |
|            | St. Catharines Falcons | GOJHL      | 1   | 0  | 0  | 0   | 0   | —  | — | — | — | — |
| 2016–2017  | St. Catharines Falcons | GOJHL      | 11  | 5  | 3  | 8   | 26  | —  | — | — | — | — |
|            | Windsor Spitfires      | OHL        | 41  | 2  | 2  | 4   | 6   | —  | — | — | — | — |
| 2017–2018  | Windsor Spitfires      | OHL        | 67  | 10 | 7  | 17  | 42  | 6  | 1 | 0 | 1 | 9 |
| 2018–2019  | Windsor Spitfires      | OHL        | 58  | 20 | 24 | 44  | 34  | 4  | 3 | 0 | 3 | 0 |
| 2019–2020  | Windsor Spitfires      | OHL        | 62  | 29 | 38 | 67  | 38  | —  | — | — | — | — |
| 2020–2021  | Cleveland Monsters     | AHL        | 23  | 11 | 13 | 24  | 2   | —  | — | — | — | — |
| 2021–2022  | Cleveland Monsters     | AHL        | 71  | 11 | 26 | 37  | 32  | —  | — | — | — | — |
| 2022–2023  | Columbus Blue Jackets  | NHL        | 1   | 0  | 0  | 0   | 0   | —  | — | — | — | — |
|            | Cleveland Monsters     | AHL        | 65  | 11 | 12 | 23  | 28  | —  | — | — | — | — |
| NHL totalt | NHL totalt             | NHL totalt | 1   | 0  | 0  | 0   | 0   | —  | — | — | — | — |
| AHL totalt | AHL totalt             | AHL totalt | 159 | 33 | 51 | 84  | 62  | —  | — | — | — | — |
| WHL totalt | WHL totalt             | WHL totalt | 228 | 61 | 71 | 132 | 120 | 10 | 4 | 0 | 4 | 9 |